# Кошки против собак: Месть Китти Галор
«Кошки против собак: Месть Китти Галор» (англ. Cats & Dogs: The Revenge of Kitty Galore) — американский художественный фильм 2010 года. Продолжение фильма «Кошки против собак».

## Сюжет
На спутниковой базе в Северной Германии рабочий по имени Фридрих (Фред Армезан), доставляя секретные коды, находит щенка лабрадора возле своего офиса. Он приносит щенка внутрь, показывая его своему питомцу, бладхаунду по кличке Рекс. Оба оказываются заперты в офисе. Рекс смотрит в окно и видит, как щенок фотографирует сверхсекретные документы, а позже обнаруживает, что это сфинкс по кличке Китти Галор (Бетт Мидлер). Рекс оказался собачьим агентом и докладывает о произошедшем в свой штаб.
В Сан-Франциско Дикс (Джеймс Марсден), полицейский пёс немецкой овчарки и его владелец Шейн (Крис О’Доннелл) приехали на вызов с целью освобождения заложников в салоне подержанных автомобилей от Crazy Carlito. Дикс намеренно игнорирует команды Шейна, атакуя сумасшедшего Carlito (Пол Родригес) и заставляя его выпустить детонатор, который Дикс захватывает своими зубами и случайно нажимает на кнопку. И в итоге салон взрывается. Бутч (Ник Нолти) и Лу (Нил Патрик Харрис) смотрят кадры этого инцидента. Лу после событий первого фильма повзрослел, стал главой Собачьего Управления, женился, стал иметь детей и теперь постоянно сидит и работает в своём офисе. Бигль хочет, чтобы Дикс стал агентом и говорит Бутчу (к его нежеланию) стать его наставником, чтобы помочь победить Китти Галор.
В полицейском участке Дикса отстраняют от работы и отправляют обратно в клетку. Шейн хочет взять Дикса к себе домой, но полиция не позволяет ему этого. Бутч нашёл Дикса и отвез в штаб. Лу дает им миссию выследить голубя-стукача по имени Шеймус (Кэтт Уильямс), который является информатором для собак и, по-видимому, преследуется Китти Галор.
Выследив Шеймуса, Диггс и Бутч встречаются с агентом М.У.Р. по имени Кэтрин (Кристина Эпплгейт), которая преследовала Шеймуса по той же причине, что и собаки. Она говорит, что Китти когда-то была агентом по имени Фиона Клавью, которая работала на M.У.Р. Фиона была на миссии на косметической фабрике, во время которой сторожевая собака преследовала её, и в результате чего она упала в чан с кремом для удаления волос, заставляя её потерять весь мех и придать ей вид сфинкса. Товарищи кошки не узнали её и прогнали, после чего она оставила М.У.Р. и вернулась в свой дом на Рождество, но, к сожалению, её выгнали. С тех пор Китти стала изгоем и строит планы мести не только собакам, но и кошкам и людям.
Приведя Кэтрин в штаб-квартиру, Лу связывается с Тэбом Лазенби (Роджер Мур), главой M.У.Р. и они образуют альянс, чтобы победить Китти. Шеймус рассказывает, куда его кузен Ники собирался, работая на Китти. В доме кошки они обнаруживают другого кота, который на самом деле является Калико (Уоллес Шон), работающий на Китти (которая украла технологию из различных учреждений США, таких как НАСА и Пентагон), используя других голубей, которые работают на неё, но утверждает, что он не знает, где она прячется.
Нуждаясь в помощи, чтобы выяснить, где Китти может скрываться, они идут к Мистеру Тинклсу (Шон Хейс), который заперт в скрытой тюрьме на острове Алькатрас. Хотя он отказывается сообщить им точное местоположение Китти, он намекает группе, что «кошачий глаз укажет путь» и что он планирует свой побег. Китти обнаруживает через информатора в тюрьме, что кошки и собаки работают вместе, и отправляет двух шотландских оранжевых полосатых наемников-кошек по имени Гарфилд и Дункан Макдугалл (Джефф Беннетт), чтобы напасть на них и захватить (и, возможно, убить) Шеймуса на яхте, возвращающейся из тюрьмы. После того, что Дикс не подчиняется приказам (позволяя почтовому голубю уйти, почти утонув в смертельной ловушке для кошачьего помета и позволив Близнецам Макдугаллам убежать), Бутч злится на него, отпускает и уходит с Шеймусом в его дом, чтобы найти ключи, оставив Кэтрин с Диксом. Кэтрин отводит Дикса к себе домой. Пёс боится щекотки, когда племянники Кэтрин щекочут ему животик. Кэтрин обнаруживает, что Дикс всю свою жизнь пробыл в клетке из-за того(бывший хозяин оставил его там, но так и не вернулся в результате чего он приобрел другого хозяина), что никогда не доверял никому, кроме себя. Затем она ведет его в кошачий штаб. Дикс, Кэтрин и Таб узнают, что Китти прячется на ярмарке со своим новым хозяином, фокусником по имени Чак Великолепный (Джек МакБрайер), из фотоснимка с её видео — посмотрев на глаз, как сказал мистер Тинклс.
Вскоре после прибытия на ярмарку Дикс и Кэтрин попадают в плен к Китти. Тем временем Бутч обнаруживает чертежи гигантской спутниковой тарелки в доме Шеймуса (именно поэтому Китти охотилась за Шеймусом, ведь его кузен спрятал эти чертежи). Вернувшись на ярмарку, Китти рассказывает Диксу и Кэтрин, что она планирует отправить сигнал на спутник, находящийся на земной орбите (названный «Зов дикой природы»), который только собаки могут слышать через телевизоры, радио и сотовые телефоны, чтобы заставить их действовать враждебно по отношению к своим людям(превратив при этом из собак в иных версий смесь на собак из подземного мира и древних предков которые собаки и произошли), чтобы все собаки были помещены в питомники и никогда их не забирали. После выхода из смертельной ловушки Китти, Дикс и Кэтрин встречаются с Бутчем и Шеймусом, которые были предупреждены Лу и Табом.
Китти использует карусель в качестве спутниковой антенны для передачи сигнала. Шеймус случайно нажимает кнопку, чтобы запустить программу, думая, что это кнопка выключения («не каждая красная кнопка-переключатель выключения!», так как она знала что это будет и сделала кнопку выключения в другом месте что собаки и не заметили). Собаки в Лондоне, Нью-Йорке и Альбукерке начинают проявлять враждебность в своих домах, уходя менее чем за минуту до того, как сигнал попадает в Сан-Франциско и тогда позже Земля станет опасным местом для собак. Китти приказывает своему приспешнику Поусу атаковать их, и начинается финальная битва. Мех Поуса срывается во время боя, и он оказывается киборгом. Дикс хитростью заставляет Поуса кусать один из проводов, уничтожая его, и спутник взрывается в самый последний момент(прежде чем сила сигнала станет более быстрым). Люди думают, что это трюк фокусника. Когда любимый мышь Китти Скрамчис поворачивается к ней в качестве расплаты за все оскорбления, которые он перенес на протяжении всего фильма, кошка падает из спутниковой тарелки, когда она вылетает из шквала фейерверков, пачкается в сахарной вате и приземляется прямо в шляпу Чака Великолепного.
После миссии Дикс отправляется жить к Шейну, который ищет пса с тех пор, как он сбежал из полицейской клетки. Дикса вызывают в штаб-квартиру и показывают видео в прямом эфире, показывающее, что Мистер Тинклс сбежал из тюрьмы с Калико. В финале фильма показано, что Диггс, Бутч, Кэтрин и Шеймус все ещё работают вместе, и они готовятся отправиться за Мистером Тинклсом.
В сцене после титров Мистер Тинклс пытается заказать дегельминтизирующий крем и, понимая, что камера все ещё включена, говорит: «Кошки рулят!».

## В ролях
- Крис О’Доннелл — Шейн
- Джек МакБрайер — Чак Великолепный
- Пол Родригес — Crazy Carlito

### Роли озвучивали
- Бетт Мидлер — Китти Галор
- Джеймс Марсден — Дикс
- Ник Нолти — Бутч
- Кристина Эпплгейт — Кэтрин
- Кэтт Уильямс — Шеймус, мышь Скрамчис
- Нил Патрик Харрис — Лу
- Шон Хейс — Мистер Тинклс
- Майкл Кларк Дункан — Сэм
- Джо Пантолиано — Пик
- Уоллес Шон — Ринго
- Роджер Мур — Таб Лазенби
- Фред Армезан — Фридрих
- Джефф Беннетт — Гарфилд Макдугалл
- Джефф Беннетт — Дункан Макдугалл
- Карлос Алазраки — кот-стрелок / один из псов
- Фил Ламарр — Поус, один из псов

## Музыкальное сопровождение
Главной музыкальной темой фильма стала кавер-версия песни «Get the Party Started» в исполнении Ширли Бэсси.

## Компьютерная игра
20 июля 2010 года для приставки Nintendo DS от разработчиков 505 Games вышла одноимённая компьютерная игра.

## Домашний медиа-релиз
16 ноября были выпущены версии для DVD, Blu-ray и 3D Blu-ray.

## Продолжение

### Кошки против собак 3 (2020)
Продолжение имеет новую сюжетную линию, происходящую через 10 лет после событий предыдущего фильма. Однако, в отличие от предыдущих двух, третий фильм будет выпущен в прямо на видео релиз на DVD, Blu-ray и digital состоится в сентябре 2020 года. Новый голосовой состав включает в себя Мелиса Рауш, Макс Гринфилд и Джордж Лопес. Он будет направлен Шоном Макнамара, совместно произведенной компанией Эндрю Лазар и Дэвид Флигель, и сценарий, написанный Скоттом Биндли.

## Сборы
«Кошки против собак: Месть Китти Галор» заработал 4,225,000 долларов в день открытия и 12,279,363 долларов США в выходные, достигнув 5-го места в прокате и имея средние 3,314 доллара США из очень широких 3,705 кинотеатров. Во второй уик-энд его падение было очень схоже с первой частью, отступив на 44 % до $ 6,902,116 и до 7-го места и подняв его общую сумму до $ 26,428,266 за две недели. В третий уик-энд он держался лучше, упав на 39 % до 4,190,426 долларов и оставаясь в Топе десяти. Фильм закрылся 21 октября 2010 года после 84 дней релиза, заработав 43,585 753 доллара США внутри страны. Произведенный на бюджете в 85 миллионов долларов, фильм считается огромным кассовым провалом, так как он собрал меньше половины сборов первой части, но ему удалось заняться лучшими делами, животное соревнование Мармадюк. Он заработал дополнительные 69 миллионов долларов США за рубежом на общую сумму 112,5 миллионов долларов в мире. Во время своего первоначального выпуска в Америке, перед фильмом демонстрировали новый трехмерный анимационный короткометражный фильм под названием «Койот Фоллс».

## Критика
Фильм получил негативные отзывы. На Rotten Tomatoes 14 % из 96 опрошенных критиков дали фильму средний рейтинг составляющий 3,6 / 10. Критический консенсус сайта гласит: «Тусклый и несмелый, этот необъяснимый сиквел предлагает не что иное, как зрелище, сделанное цифровым образом говорящим животным со знаменитыми голосами».
На Metacritic фильм имеет оценку в тридцать баллов из ста на основе 22 отзывов, что указывает на «в целом неблагоприятные отзывы».
Согласно опросу общественного мнения, проводимому сайтом CinemaScore, средняя оценка зрителей по шкале от A до F составила B-, что ниже оценки первого фильма, получившего B+.
Джо Лейдон из Variety дал фильму благосклонный отзыв, в котором говорится: «Спустя девять лет, после того как „Кошки против собак“ со своим комическим подходом к межвидовой враждебности собрали более 200 миллионов долларов во всем мире, Warners выпускают фильм „Кошки против собак: Месть Китти Галор“ — более динамичное, более смешное продолжение, в котором улучшенные с помощью компьютерной графики псовые и кошачьи объявляют временное перемирие для борьбы с общим врагом».
Критики отмечали вторичность сюжета. В частности, Скотт Тобиас из A.V. Club негативно отозвался о сюжете фильма: «Это опять-таки о кошачьем плане мирового господства и слюнявых секретных агентах, стоящих на их пути».
Фильм был номинирован на Золотую малину за «Худшее из выдавливающих глаза применений технологии 3D», но уступил в этой номинации фильму «Повелитель стихий».